# Birotonde bilunaire
Pour les articles homonymes, voir J91.
La birotonde bilunaire est un polyèdre qui fait partie des solides de Johnson (J91). 
C'est un des solides de Johnson élémentaires qui n'apparaît pas à partir de manipulation en "copier/coller" de solides de Platon et de solides d'Archimède.
Les 92 solides de Johnson furent nommés et décrits par Norman Johnson en 1966.

La rotation complète de bilunabirotunda, photos toutes les 15 degrés.